# Fantozzi contro tutti (romanzo)
Fantozzi contro tutti è il quarto romanzo scritto da Paolo Villaggio che ha come protagonista il personaggio di Ugo Fantozzi. Il libro è stato edito da Rizzoli Editore a Milano nel 1979.
Come i primi tre libri, il romanzo comprende vari racconti delle avventure di Fantozzi, distaccati l'uno dall'altro. Questo libro ne contiene in tutto 27. Molte di queste storie sono state spunto per la realizzazione di gag comiche del film Fantozzi contro tutti diretto dallo stesso Villaggio e da un giovane Neri Parenti e di un episodio di Pappa e ciccia, sempre diretto da Parenti.

## Trama
Sopraggiungono gli anni ottanta in Italia, segno di una grande svolta nell'economia e nel progresso, ma la situazione di Ugo Fantozzi rimane sempre la stessa se non peggiore di prima. Nel romanzo la grossolanità e l'esagerazione delle disavventure e delle situazioni più umilianti del ragioniere raggiungono l'apice, tanto che questa volta Fantozzi si trova a combattere contro megapresidenti incalliti amanti del ciclismo, autopattuglie della morte in agguato sulle autostrade ed infine superiori omosessuali e sodomiti alla ricerca di povere vittime da distruggere psicologicamente ma elevandole in graduatorie superiori alla loro misera condizione.
Inoltre Fantozzi deve combattere anche contro la triste situazione familiare, infatti Pina si è innamorata di un pugliese "tamarro" e volgare mentre per le strade di Roma infuria la protesta dei giovani (inclusa Mariangela) contro i professori, la borghesia e la società maschilista: alla fine però entrambe le donne abbandoneranno le loro nuove "passioni".

## Sommario dei racconti
- Tremate, tremate, le streghe son tornate!
- Il preside
- La TV privata di mezzanotte
- La scritta sul cielo
- Il maestro di tennis
- La Pina si innamora
- Il compleanno di Francis Barambani
- La rapina a mano armata
- Il sequestro di persona
- La corsa ciclistica
- Lo sci di fondo
- Italia, Italia!
- Natale a Copenaghen
- Una fortunata vincita al totocalcio
- La via del mare
- Da casello a casello
- Alla corrida
- Le sette perle del Mediterraneo
- La gara di cocktail
- L'iniziazione
- La madrina
- Il Grand Prix di Montecarlo
- IL femminista
- Una persona proprio come si deve
- Ma lei come la pensa scusi?
- L'uomo più felice del mondo

## Libri di Fantozzi
- Paolo Villaggio, Fantozzi, Milano, Rizzoli, 1971.
- Paolo Villaggio, Il secondo tragico libro di Fantozzi, Milano, Rizzoli, 1974.
- Paolo Villaggio, Le lettere di Fantozzi, Milano, Rizzoli, 1976.
- Paolo Villaggio, Fantozzi contro tutti (romanzo), Milano, Rizzoli, 1979.
- Paolo Villaggio, Fantozzi subisce ancora, Milano, Rizzoli, 1983.
- Paolo Villaggio, Caro direttore, ci scrivo... : lettere del tragico ragioniere, raccolte da Paolo Villaggio, Milano, Mondadori, 1993.
- Paolo Villaggio, Fantozzi saluta e se ne va: le ultime lettere del rag. Ugo Fantozzi, Milano, Mondadori, 1994.